# 최승우
최승우(崔承祐, ? ~ 935년)는 신라 말기의 문인이자, 후삼국시대 후백제의 관료 · 정치가 · 문인이다. 이른바 "일대삼최(一代三崔)"로 일컬어지는 인물 중 한 명이다.

## 생애
최승우는 최치원, 최언위 등과 아울러 문한적 능력으로 이름을 떨친 신라 하대와 후삼국시대의 관료, 유학자, 문인, 정치가이다.
그는 최치원, 최언위와 같은 경주 최씨로 경주에서 출생하였다고 한다. 십대 무렵이었을 것으로 생각되는 890년 중국 당나라로 유학을 떠나 국학에서 3년간 공부하였다. 이후 893년에 빈공과에 합격하여, 당의 관직을 지냈고, 문인 및 정치가들과 교유하였다. 다만, 그의 행적은 900년 이후로 소략해진다. 그 무렵에는 그가 오월 지역에서 활동한 흔적이 일부 확인되며, 그 이후 어느 시점에 신라로 귀국한 것으로 보인다. 최승우는 당에서의 폭넓은 교류를 통해 모국인 신라의 상황에 대해서 잘 알고 있었을 가능성이 높다. 그가 남긴 시에는 당으로 파견된 신라의 사신과의 교유 관계를 보여주는 것들이 있다. 그럼에도 불구하고 귀국을 택한 것은 아마도 당의 멸망(907) 때문이었을 것이다.
최승우는 귀국 후 후백제 견훤 정권에 참여하였다. 이러한 그의 활동은 최치원이나 최언위가 신라 중앙 정계에서 활동한 것과는 다르다. 견훤은 신라의 서남해에서 군사를 일으켰으며, 그가 귀국하던 900년 무렵에는 국가체계를 갖추어 백제(후백제)를 건국한 상태였다. 귀국 이후 그는 견훤 정권에서 정치가로 활동하였다. 이 시기 최승우의 활동에 대한 구체적 기록은 없지만, 927년에 견훤이 왕건에게 보낸 서신인 <대견훤기고려왕서>를 그가 쓴 것으로 알려져 있어, 주로 외교와 문한의 업무에 종사한 것으로 판단된다.
<대견훤기고려왕서>는 매우 유려한 문체의 사륙변려문으로 되어 있는데, 그는 수많은 고사와 경전의 어구들을 빌어, 강한 어조로 후백제 정권의 정당성을 설파하며, 후삼국의 형세 속에 왕건의 천운이 다했음을 주장하였다. 이 글은 비록 후삼국을 통일한 고려에 반대하는 입장의 글이지만, 유려한 명문으로 손꼽히는 문장으로 후세인들의 주목을 받아, 《삼국사기》와 《고려사》, 《동문선》에 실려 전하고 있다. 훗날 성립한 통일국가 고려에서는 그에 대한 입장이 긍정적이기 어려웠음에도 불구하고, 이 글이 남겨진 것은 문장 자체에 대한 평가 때문인 것으로 볼 수 있다. 한편, 이에 대해 왕건을 섬기고 있던 최언위가 반박하는 내용의 <대고려왕답견훤서>를 써서 보내기도 하였다.
그의 저술로는 사륙변려문을 모은 《호본집》 5권이 있다고 알려졌으나, 오늘날 전하지 않는다. 최승우의 저작으로 현재 전하는 글에는 《삼국사기》와 《동문선》에 전하는 <대견훤기고려왕서>, 《협주명현십초시》와 《동문선》에 전하고 있는 10수의 7언율시가 있다. 외교 관계나 국가 의례와 관련된 문장으로 추정된 사륙변려문을 모은 《호본집》은 《삼국사기》가 저술된 고려 전기까지 전해졌던 것으로 보인다. 이 때문에 <대견훤기고려왕서>도 전해질 수 있었을 것이다. 또한, 그가 중국에서 지은 시문이 후대의 시문집에 전해진 것으로 보아 별도의 문집 역시 전해졌을 가능성이 있다.

## 최승우가 등장하는 작품

### TV 드라마
- 《태조 왕건》(KBS, 2000년~2002년, 배우: 전무송)

## 참고 자료
- 배재훈, 〈입당 유학생 최승우와 후백제 견훤 정권〉, 《신라사학보》 26, 2012.
- 姜昌求, 〈朴仁範、崔匡裕、崔承佑、金立之與唐人的交遊詩考〉, 《中國人文科學》 42, 2009.